# Catocala
Catocala é um gênero de traça pertencente à família Arctiidae.